# Jarosław Dumanski
Jarosław Myrosławowycz Dumanski, ukr. Ярослав Мирославович Думанський, ros. Ярослав Мирославович Думанский, Jarosław Mirosławowicz Dumanski (ur. 4 sierpnia 1959 w Iwano-Frankowsku (ob. Iwano-Frankiwsk), zm. 22 czerwca 2021 tamże) – radziecki i ukraiński piłkarz i trener piłkarski, grający w czasie kariery zawodniczej na pozycji pomocnika. Syn Myrosława, również piłkarza i trenera.

## Życiorys

### Kariera klubowa
Wychowanek Szkoły Piłkarskiej w Iwano-Frankowsku. Pierwszy trener Jurij Szajkin. W 1976 mając 17 lat został piłkarzem Spartaka Iwano-Frankowsk, który występował w Pierwszej Lidze ZSRR. W drużynie z rodzinnego miasta rozegrał tylko jeden mecz, a następny sezon rozpoczął w wyższoligowych Karpat Lwów. Podczas przerwy letniej sezonu 1981 został zaproszony do Dynama Kijów. Najbardziej udany sezon to był 1982 w którym razem z Dynamem zdobył Puchar i wicemistrzostwo, ale potem coraz mniej trafiał do podstawowego składu i w 1985 przeniósł się do Dinama Moskwa. W stolicznym klubie rozegrał tylko 1 mecz, po czym trafił do Metalista Charków. W 1987 wrócił do rodzinnego klubu Prykarpattia Iwano-Frankiwsk, w którym zakończył karierę. Jest jednym z najbardziej utytułowanych piłkarzy Prykarpattia.

### Kariera reprezentacyjna
W latach 1977–1980 bronił barw juniorskiej i młodzieżowej reprezentacji ZSRR, w składzie których osiągnął wiele sukcesów. Pełnił rolę kapitana Sbornej.

### Kariera trenerska
Po zakończeniu kariery piłkarskiej przez pewien czas prowadził Chutrowyk Tyśmienica pełniąc role grającego trenera, ale po tym jak w 1993 awansował z drużyną do Przejściowej Ligi zrezygnował z pracy trenerskiej.

## Sukcesy i odznaczenia

### Sukcesy klubowe
- mistrz ZSRR: 1981
- wicemistrz ZSRR: 1982
- zdobywca Pucharu ZSRR: 1982
- mistrz Pierwszej ligi ZSRR: 1979
- brązowy medalista strefy VI Drugiej ligi ZSRR: 1987

### Sukcesy reprezentacyjne
- wicemistrz Świata U-20: 1979 (w Japonii)
- mistrz Europy U-18: 1978 (w Polsce)
- brązowy medalista Mistrzostw Europy U-18: 1977 (w Belgii)
- mistrz Europy U-21: 1980

### Odznaczenia
- tytuł Mistrza Sportu ZSRR: 1978
- tytuł Mistrza Sportu Klasy Międzynarodowej ZSRR: 1980